# Neuer Weg 24a (Quedlinburg)

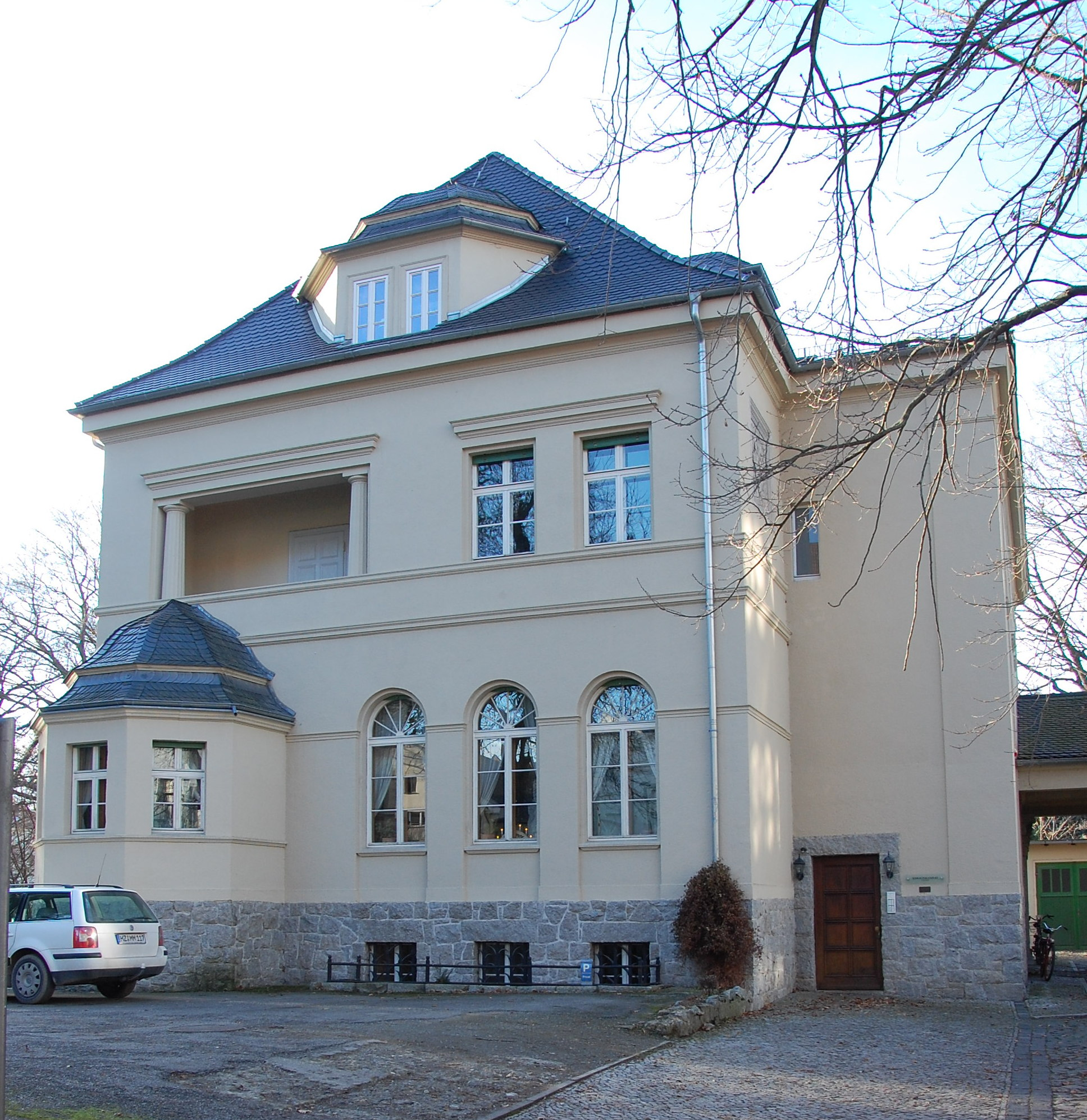
Haus Neuer Weg 24a

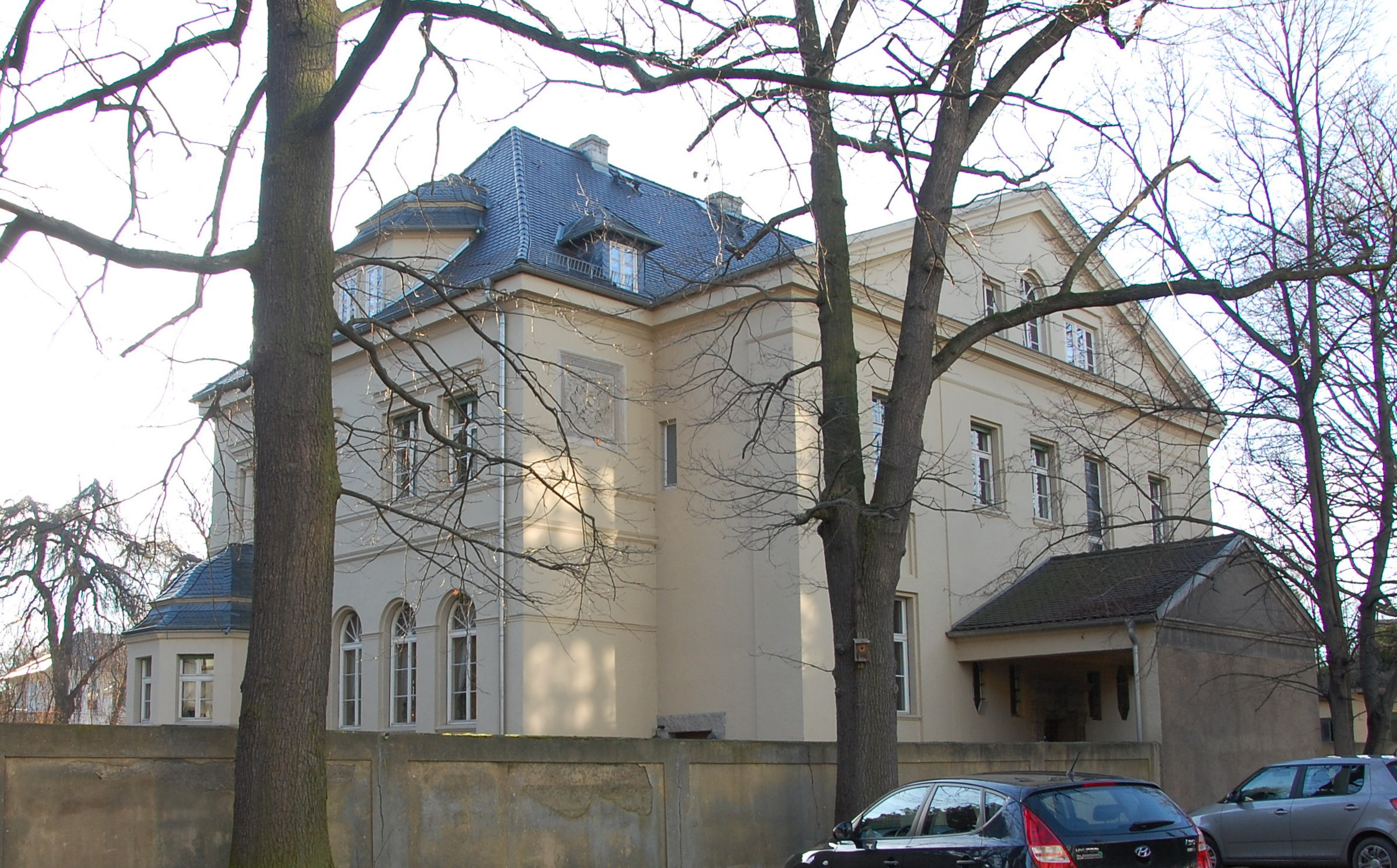
Nordseite

Das Haus Neuer Weg 24a ist ein denkmalgeschütztes Gebäude in Quedlinburg in Sachsen-Anhalt.

## Lage
Das im Quedlinburger Denkmalverzeichnis als Villa eingetragene Gebäude befindet sich südlich der historischen Quedlinburger Altstadt, auf der Westseite des Neuen Wegs.

## Architektur und Geschichte
Die zweigeschossige Villa entstand im Jahr 1924 im Stil des Neoklassizismus. Sie erinnert in ihrer Gestaltung an Herrenhäuser des 19. Jahrhunderts. Die Fassade des Hauses ist nach allen vier Seiten repräsentativ gestaltet.
Im Umfeld der Villa bestehen Reste eines Parks. Die Grundstückseinfriedung wurde in späteren Zeiten umgestaltet.
Die Villa hat eine unrühmliche Geschichte, da sie von 1953 bis 1990 als Sitz der Kreisstelle der Bezirksverwaltung für Staatssicherheit Halle genutzt wurde.